# 永同郡
永同郡（：／ Yeongdong gun */?）大韩民国忠清北道的一个郡。其英文名称与岭东地区易混淆。南部与全羅北道、東部与慶尚北道、西部与忠清南道接壤。盛产柿子、葡萄、苹果、梨等水果。
朝鲜战争期间，此地曾发生老斤里事件。

## 象征
郡鸟：鸽子。郡花：金达莱。郡树：柿树

## 历史
1940.11.01根据府令第221号，永同面升级为邑，永同郡管辖1个邑和10个面至今。
1991.07.01根据郡条例第1332号，黄金面改称秋风岭面。

## 地方行政单位
永同邑与龍山、深川、楊江、陽山、龍化、鶴山、黄澗、梅谷、上村等10个面。

## 教育
大学：永同大学校。有多所高中初中。

## 交通
鉄道有京釜線高速公路有京釜高速国道。

## 友好城市
- 首爾西大門區
- 首爾龍山區
- 首爾江南區
- 京畿道烏山市
- 中国广西壮族自治区防城港市
- 菲律賓朗芒芽地